# Kanton Taninges
Kanton Taninges is een voormalig kanton van het Franse departement Haute-Savoie. Het kanton maakte deel uit van het arrondissement Bonneville. Het werd opgeheven bij decreet van 13 februari 2014, met uitwerking op 22 maart 2015.

## Gemeenten
Het kanton Taninges omvatte de volgende gemeenten:
- La Côte-d'Arbroz
- La Rivière-Enverse
- Les Gets
- Mieussy
- Taninges (hoofdplaats)